# Nether Ardgrain

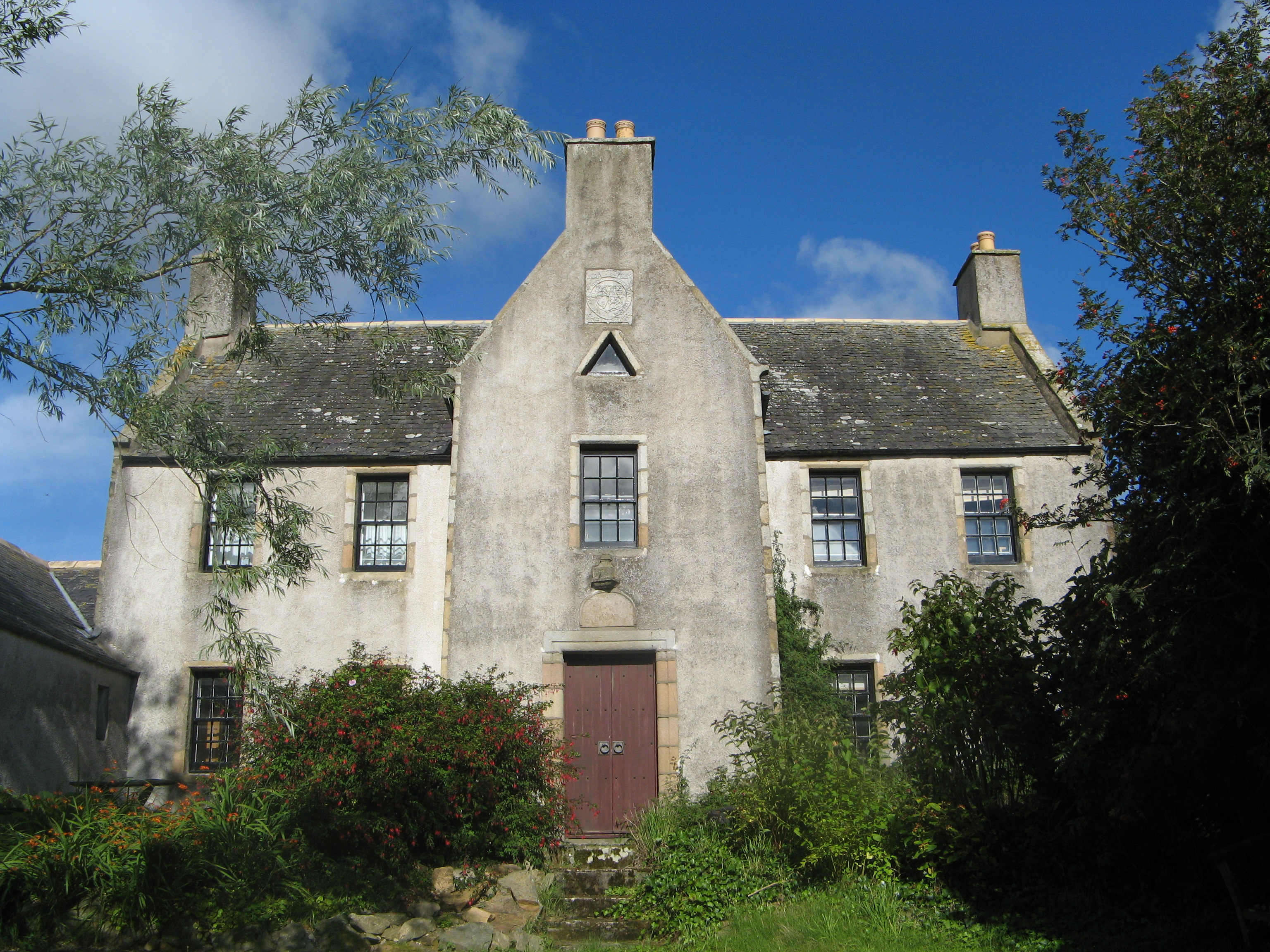
Nether Ardgrain

Nether Ardgrain ist ein Bauernhaus nahe der schottischen Ortschaft Ellon in der Council Area Aberdeenshire. 1971 wurde das Bauwerk in die schottischen Denkmallisten in der höchsten Denkmalkategorie A aufgenommen.

## Geschichte
Das Baronat Ardgrain wurde im Jahre 1528 geschaffen. 1629 erwarb John Kennedy of Kermuck das Anwesen und ließ dort ein Haus errichten. Nether Ardgrain ist schwierig zu datieren. Möglicherweise handelt es sich heute noch um das 1629 errichtete Haus. Es ist jedoch unklar, ob C.R. 1664 ein vollkommen neues Haus errichtete oder nur das bereits bestehende überarbeitete. Die Holzarbeiten im Inneren stammen aus dem Jahre 1751 und wurden von John Edward Bean veranlasst.

## Beschreibung
Das Bauernhaus steht isoliert rund 2,5 Kilometer nördlich von Ellon. Mit seiner kühlen, spärlichen Ausgestaltung zählt es zu den Gebäuden im schottischen Nordosten, welche den wahren schottischen Baustil am ehesten verkörpern. Die Fassaden des zweistöckigen Bauernhauses sind mit Harl verputzt. Die oberhalb der zentralen Eingangstüre eingelegte Platte zeigt das königliche Wappen in Zusammenhang mit der Jahreszahl 1664 und dem Monogramm C.R. Der Türsturz weist hingegen das Jahr 1751 und das Monogramm J.E.B. (John Edward Bean) aus. Eine weitere Platte trägt die Inschrift „HOW HAPPY WOVLD THE HVSBANDMAN BE IF HE KNEW HIS OWN GOOD. LET IMPROVEMENTS AND LIBERTY FLOVRISH“. Darüber ist eine Sonnenuhr eingelassen. Rechts setzt sich ein einstöckiger Küchenanbau fort.